# Gisella Grosz
Gisella Grosz (n. 26 noiembrie 1875, Șimleu Silvaniei, Austro-Ungaria – d. 1942, Ghetoul din Riga⁠(d), Riga, Letonia) a fost o pianistă maghiară.
Grosz s-a născut într-o familie de evrei în Șimleu Silvaniei, pe atunci în Austro-Ungaria. A studiat pianul la Academia Regală de muzică din Budapesta cu István Thomán. A susținut primele concerte în 1897 la Budapesta și în 1898 și 1899 în Leipzig și Berlin, cu un oarecare succes. Din 1898 s-a aflat în mod constant în Berlin, unde a studiat cu Teresa Carreño.
A fost solistă a Filarmonicii din Berlin în 1902, 1905, 1908 și 1909. În 6 februarie 1906 ea a înregistrat pentru Welte-Mignon, fiind una dintre primele femei pianiști ce au realizat înregistrări pentru această companie.
În 1911 a renunțat la cariera de pianistă pentru a se căsători cu Adolf Weissmann (1873-1929), un bine-cunoscut critic muzical din Berlin, autor al unor biografii pentru Bizet, Chopin, Verdi și Puccini. După retragerea sa din concerte, Gisella Grosz a continuat să dea cursuri de pian. Împreună cu soțul ei, a găzduit frecvente concerte de cameră în anii 1920, până la moartea prematură a acestuia în 1929. 
Ea a fost trecută în cartea de telefoane din 1937 până în 1940 ca Gisella Weissmann (Weißmann). În 1940 numele evreiesc Sara a fost adăugat intrării, iar în 1941, evreii au fost scoși cu totul din cartea de telefoane. În ianuarie 1942 a fost deportată la Riga, în Letonia, unde a și murit, în același an.
Grosz și Weissmann au avut în 1908 un copil născut în afara căsătoriei, Ilse. Fiica a devenit de asemeanea pianistă, fiind învățată de mama ei în Berlin și de Konrad Wolff în Paris. Din 1933 Ilse Weissmann a trăit în Franța, Anglia și Italia, iar în cele din urmă a emigrat în SUA, unde a murit în anul 2000.